# Peksteelbreedvoet
De Peksteelbreedvoet (Seri obscuripennis) is een vliegensoort uit de familie van de breedvoetvliegen (Platypezidae). De wetenschappelijke naam van de soort is voor het eerst geldig gepubliceerd in 1916 door Oldenberg.